# Michał Wiciński
Michał Wiciński – polski biolog medyczny, profesor nauk medycznych, kierownik Katedry Farmakologii i Terapii oraz były prodziekan ds. studenckich Collegium Medicum w Bydgoszczy Wydziału Lekarskiego Uniwersytetu Mikołaja Kopernika w Toruniu.

## Życiorys
Michał Wiciński w 2005 uzyskał stopień magistra analityki medycznej na Collegium Medicum Uniwersytetu Mikołaja Kopernika w Bydgoszczy, w 2009 stopień doktora, a w 2018 habilitację. Był zatrudniony jako pracownik naukowy w Toruńskiej Wyższej Szkole Przedsiębiorczości oraz w Wyższej Szkole Inżynierii i Zdrowia w Warszawie.